# Wiktor Tustanowski
Wiktor Tustanowski herbu Sas (ur. 2 lipca 1857 w Podgórzu, zm. 12 lutego 1912 we Lwowie) - c. k. radca dworu, starosta powiatu kolbuszowskiego.
Był synem Jana Tustanowskiego, także c. k. starosty. W latach 1894 – 1896 starosta powiatu kolbuszowskiego. W latach 1901–1911 starosta powiatu gorlickiego.
Ożenił się z Emilią, córką Emila Czyrniańskiego chemika profesora UJ.
Zmarł 12 lutego 1912 we Lwowie. Pochowany został na cmentarzu Rakowickim w Krakowie (kwatera 16).

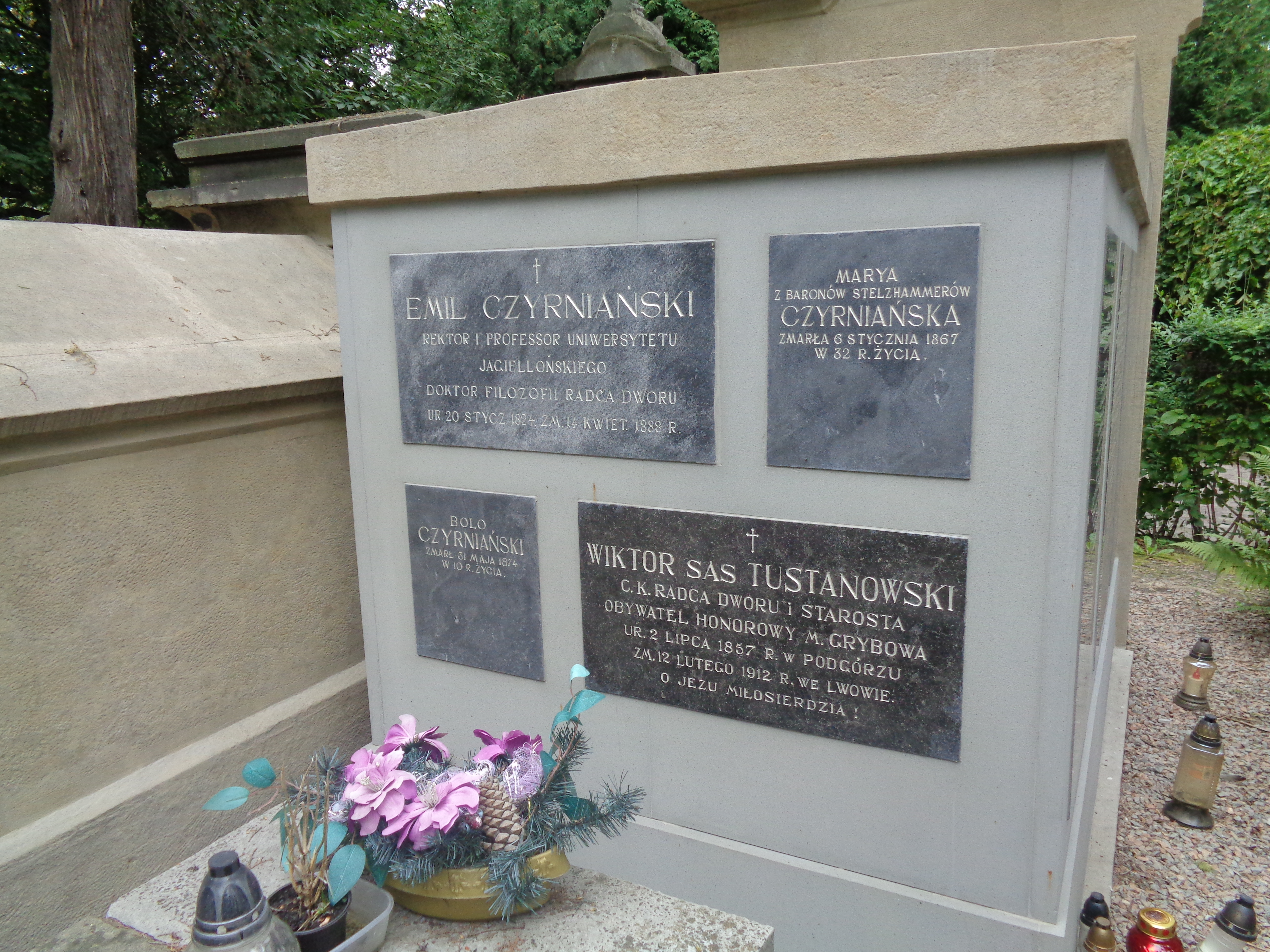
Wiktor Tustanowski pochowany został w grobowcu rodzinnym żony Emilii